# 諾曼大西洋號
40°12′21″N 19°10′49″E / 40.20592°N 19.18022°E
諾曼大西洋號，是一艘由義大利Visemar di Navigazione擁有的駛上駛下型（Roll-on/Roll-off，ROPAX）客車渡船，目前由ANEK Lines租用。

## 簡介
這艘船長186.00（610英尺3英寸），船寬25.60（84英尺0英寸），吃水深度 6.71（22英尺0英寸）。它配有兩個MAN B&W公司的9L48/60B柴油引擎，最大航速可以達到24節（44每小時）。

## 歷史
這艘船艦完工於2009年，當時由英國倫敦的Ermine Street Shipping公司命名為「Akeman Street」號。2010年2至4月間，它被 租給T-Link航運公司；2011年在馬爾他的瓦萊塔維修，之後再租給Saremar公司，並更名為「Scintu」。2013年1月, 它租給Grande Navi Veloci；同年4月又租給Moby Lines。2013年10月, 「Scintu」轉租給LD Lines，後於2014年1月再改名為「諾曼大西洋」 （Norman Atlantic）。2014年9月，它租給Caronte & Tourist，同年12月轉租給ANEK Lines。

### 2014火災事故
2014年12月28日，諾曼大西洋號在由希臘往義大利途中，於科孚島西北44海浬處發生事故起火，已知有150人登上救生艇，乘員總數466人。
12月29日，確認10人死亡。

## 外部連結
- 维基共享资源上的相關多媒體資源：諾曼大西洋號